# Bordeaux-Paris 1953
Bordeaux-Paris 1953 est la 53e édition de la course cycliste Bordeaux-Paris qui se déroule le 20 septembre 1953.

## Itinéraire
La course compte 572 km, la prise des entraîneurs ayant comme d'habitude lieu à Châtellerault (km 253).
Le départ est prévu à 1 h 30. Les coureurs passent par Châtellerault (passage prévu à 9 h 54), Tours (11 h 17), Orléans, Étampes (15 h 41), Limours (16 h 35), Versailles (17 h 16) pour une arrivée prévue au Parc des Princes vers 17 h 37.

## Contexte et participants
La course, qui a habituellement lieu en mai ou juin, est déplacée en septembre par les organisateurs en raison d'un calendrier international surchargé au printemps : « Le décalage s'impose. Le calendrier est pléthorique. En juin, la coïncidence du Tour de Suisse, le Giro, les courses à étapes qui se multiplient, interdisent la participation des champions étrangers. Septembre est plus favorable que les constructeurs ne le prétendent. À la veille du Salon, une victoire dans Bordeaux-Paris constitue une publicité idéale. ».
Francis Pélissier, vainqueur de la compétition en 1922 et 1924, critique vertement ce choix : « Bordeaux-Paris est mort si on maintient cette date. En fin de saison, nous autres constructeurs n'avons plus de vélos à vendre. Pourquoi engager des frais sans profit ? Et puis les hommes sont usés par les contrats sur piste, les critériums. En septembre, ce sont des mécaniques qui "remontent l'huile". ».
Le succès n'est pas au rendez-vous, seuls huit concurrents participeront à la course (il n'y en avait jamais eu aussi peu depuis la création de l'épreuve), mais le plateau est de grande valeur : le double vainqueur de l'épreuve (en 1950 et 1952) Wim Van Est, déjà vainqueur du Tour des Flandres en avril, qui fait figure de favori ; l'ancien vainqueur du Tour de France et ancien champion du monde Ferdi Kübler ; l'habitué du podium Maurice Diot, qui a terminé deuxième en 1950 et 1952 et troisième en 1951, à chaque fois derrière Van Est, et qui a remporté la dernière édition de Paris-Brest-Paris en 1951 ; Stan Ockers, qui a remporté en mai la Flèche wallonne ; André Mahé, vainqueur de Paris-Roubaix 1949.
Des entraîneurs prestigieux sont présents : Lorenzetti, qui entraînait Moujica et Gauthier lors de leurs succès, entraîne De Santi ; Milbach, qui entraînait Le Strat lors de sa victoire de 1948, emmène cette fois Diot ; Georges Ronsse, triple vainqueur de l'épreuve et ancien double champion du monde, drive Van Est. Kübler est entraîné par Fernand Wambst, qui connaîtra seize ans plus tard une mort tragique dans l'accident de sa derny sur le vélodrome de Blois alors qu'il entraînait Eddy Merckx.
Francis Pélissier est directeur sportif de l'équipe La Perle, qui a engagé Kübler sous ses couleurs pour ce derby de la route. Cependant, Kübler rompt avec les usages en ne suivant pas une préparation spécifique pour la course et tient même un engagement sur la piste de Zürich le jeudi soir, alors que la course part dans la nuit du samedi au dimanche. Pélissier annonce alors que La Perle retire son soutien à Kübler pour la course. Ce dernier, furieux, obtient de son sponsor suisse Tebag de l'engager,. Il demande à son entraîneur Wambst de prononcer le nom de Pélissier en cas de baisse de régime afin de le remotiver.

## Récit de la course
La course s'élance des Quatre-Pavillons à 1 h 30. Une heure plus tard, la pluie tombe. Les coureurs s'arrêtent pour enfiler leurs imperméables, Diot en profite pour s'échapper et compter ainsi jusqu'à trois minutes d'avance. Le vent arrière aide les poursuivants à le reprendre après 50 km de fugue. Vers le 200e km, les huit hommes s'arrêtent de concert pour se changer et satisfaire leurs besoins.
Châtellerault est atteinte avec 50 minutes d'avance. Diot prend son derny en tête, le peloton est toujours groupé. La course se poursuit à vive allure jusqu'à Sainte-Maure-de-Touraine, où Van Est attaque mais est contré par le néo-professionnel Stablinski. C'est Mahé qui attaque ensuite le long de la Loire, à la sortie de Tours. Il compte 2 minutes d'avance à Blois, jusqu'à 3 minutes 30 plus tard. Derrière, Kübler et Van Est se sont détachés et reviennent à toute allure ; ils déposent Mahé à Saran et traversent la Beauce à plus de 60 km/h. Kübler crève mais reprend Van Est après une quinzaine de kilomètres de chasse. Mahé est rejoint puis distancé par Ockers, De Santi et enfin Diot avant d'abandonner à Dourdan.
Le duel que se livre les deux hommes de tête a lieu sur des routes désertées par les supporters habituels, notamment dans la vallée de Chevreuse, traversée sous la pluie. Kübler attaque Van Est dans Étampes puis Dourdan mais coupe son effort après lui avoir pris quelques dizaines de mètres. En effet, il renonce à le lâcher après que son entraîneur Wambst lui eut conseillé d'attendre le sprint.
Sur la piste rose du Parc des Princes, Kübler laisse Van Est mener avant de le déposer et le laisser à plusieurs longueurs. Wambst déclare que ce fut le plus dur Bordeaux-Paris de sa carrière d'entraîneur.

## Classement général final
| Classement final général | Classement final général | Classement final général | Classement final général | Classement final général |
|                          | Coureur                  | Pays                     | Équipe                   | Temps                    |
| ------------------------ | ------------------------ | ------------------------ | ------------------------ | ------------------------ |
| 1er                      | Ferdi Kübler             | Suisse                   | Tebag                    | en 14 h 56 min 35 s      |
| 2e                       | Wim Van Est              | Pays-Bas                 |                          | à 5 s                    |
| 3e                       | Guido De Santi           | Italie                   |                          | à 5 min 4 s              |
| 4e                       | Stan Ockers              | Belgique                 |                          | à 6 min 11 s             |
| 5e                       | Jean-Marie Cieleska      | France                   |                          | à 8 min 50 s             |
| 6e                       | Maurice Diot             | France                   |                          | à 12 min 18 s            |
| 7e                       | Jean Stablinski          | France                   |                          | à 22 min 43 s            |
| modifier                 |                          |                          |                          |                          |